# Elizabeth Beisel
Elizabeth Beisel (ur. 18 sierpnia 1992 w Saunderstown) – amerykańska pływaczka specjalizująca się w stylu grzbietowym, srebrna medalistka igrzysk olimpijskich i mistrzyni świata.
Największy indywidualny sukces odniosła podczas igrzysk olimpijskich w Londynie zdobywając srebrny medal w wyścigu na 400 m stylem zmiennym. Zawodniczka ma na swoim koncie także brązowy medal mistrzostw świata w 2009 w Rzymie w wyścigu na 200 m stylem grzbietowym.